# 圆锥薹草
圆锥薹草（学名：Carex diandra）为莎草科薹草属的植物。分布于俄罗斯、北美、欧洲北部和中部以及中国大陆的内蒙古等地，多生于沼泽、高山湖泊以及沼泽化草甸，目前尚未由人工引种栽培。